# Kepler-62c
Kepler-62c jest egzoplanet koji orbitira zvijezdu Kepler-62 na udaljenosti od 990 svjetlosnih godina u zviježđu Lira. Otkriven je 18. travnja 2013., a otkrio ju je Svemirski teleskop Kepler. Najmanji je planet u sustavu, i jedan od manjih poznatih.